# Pruines
Pruines település Franciaországban, Aveyron megyében. Lakosainak száma 287 fő (2022. január 1.). Pruines Mouret, Nauviale, Conques-en-Rouergue, Saint-Félix-de-Lunel és Sénergues községekkel határos.

## Népesség
A település népessége az elmúlt években az alábbi módon változott:
| Lakosok száma | 386  | 330  | 257  | 266  | 308  | 308  | 297  | 286  | 282  | 287  |
|               | 1968 | 1982 | 1990 | 2006 | 2013 | 2015 | 2017 | 2019 | 2020 | 2022 |